# Andy C
Andy C, rodným jménem Andrew John Clarke (* 6. dubna 1976 Walsall, Spojené království) je anglický drumandbassový DJ, hudební producent a spoluzakladatel hudebního vydavatelství RAM Records. Je synem baskytaristy Micka Clarka, který byl zakladatelem skupiny The Rubettes.

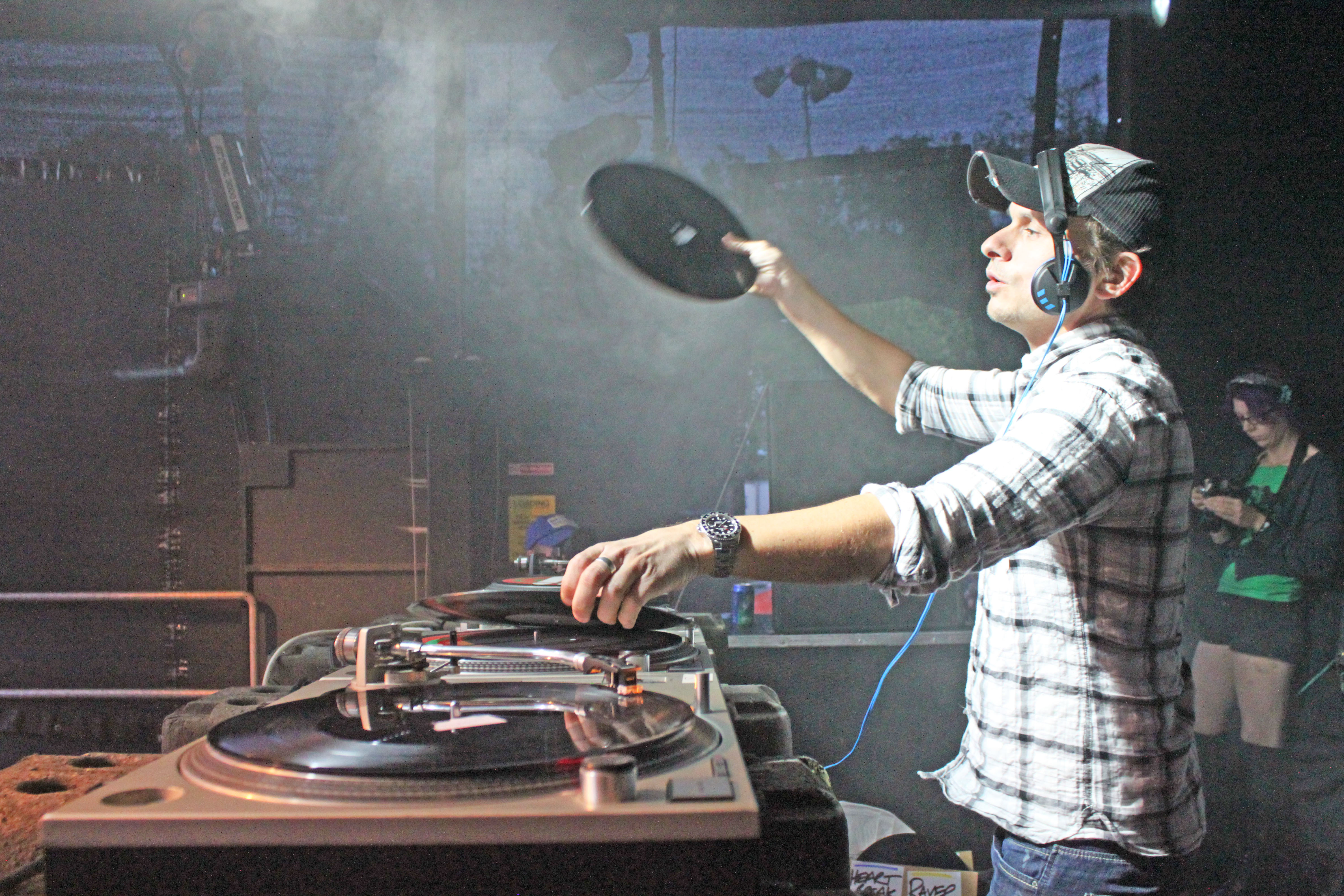
Andy C na akci v roce 2012

Andy C je považován za průkopníka žánru drum and bass, přičemž se specializuje na rychlé mixování, často s použitím tří gramofonů. V seznamu sta nejlepších diskžokejů z roku 2010 časopisu DJ Mag se Andy C umístil na 62. místě. Dne 1. prosince 2011 vyhrál Andy C titul nejlepší diskžokej během udělování cen Drum and Bass Arena Awards.

## Diskografie

### EP
- 1992: Sour Mash
- 1993: Bass Logic

### Singly
- 1993: Slip N' Slide / Bass Constructor
- 1994: Sound Control / Feel It
- 1994: Cool Down / Rasta Man
- 1995: Cool Down / Roll On
- 1995: Sound Control / Feel It (Remixes, Randall & Andy C)
- 1996: Music 4 The 90's Remix / Untitled
- 1998: Untitled / Secrets (featuring Shimon)
- 2001: Body Rock (Shimon & Andy C)
- 2002: Untitled (featuring DJ Die)
- 2001: Get Ready / Waterhouse
- 2013: Haunting / Workout
- 2014: Heartbeat Loud (featuring Fiora)
- 2016 New Era
- 2017: What Bass
- 2019: Till Dawn
- 2019: Back & Forth

### Mixy
- 1995: Pure Rollers
- 2001: RAM Raiders - The Mix
- 2002: Trouble On Vinyl Presents Clash Of The Titans
- 2002: World Dance: XPRS YRSLF
- 2002: Nightlife
- 2002: Andy C - Drum & Bass Arena
- 2002: Andy C - Drum & Bass Arena, Version 2
- 2004: FabricLive.18
- 2004: Nightlife 2
- 2006: Nightlife 3
- 2007: Andy C - Drum & Bass Arena: Babylon
- 2007: Andy C & Grooverider - Drum & Bass Arena
- 2008: Nightlife 4
- 2010: Nightlife 5
- 2012: Mixmag 07/12
- 2013: Nightlife 6

### Remixy
- 2010: Shimon - Jazzfreak (Andy C Remix)
- 2012: Major Lazer feat. Amber Coffman - Get Free (Andy C Remix)
- 2012: DJ Fresh feat. Dizzee Rascal - The Power (Andy C Remix)
- 2012: Plan B - Deepest Shame (Andy C Remix)
- 2012: Eric Prydz - Every Day (Andy C Remix)
- 2013: Mat Zo & Porter Robinson - Easy (Andy C Remix)
- 2013: Rudimental feat. Foxes - Right Here (Andy C Remix)
- 2013: Chase & Status feat. Moko - Count on Me (Andy C Remix)
- 2014: London Grammar - Sights (Andy C Remix)
- 2015: DJ S.K.T feat. Rae - Take Me Away (Andy C Remix)
- 2017: Pegboard Nerds - Speed of Light (Andy C Remix)
- 2019: Tom Walker - Not Giving In (Andy C Remix)